# Hostess (Film)
Hostess ist ein deutscher Liebesfilm der DEFA von Rolf Römer aus dem Jahr 1976.

## Handlung
Seit zwei Jahren sind die Berliner Hostess Jette und der Automechaniker Johannes nun schon ein Paar. Sie leben gemeinsam in Johannes’ einfacher Dachwohnung. Eines Morgens stellt Johannes fest, dass beide heiraten sollten, da dies alle Paare irgendwann so machen und sie dann weniger Steuern bezahlen müssten. Jette lehnt ab – nicht nur ist der Antrag zu flapsig gestellt. Johannes hat in all der gemeinsamen Zeit auch nicht einmal gesagt, dass er sie liebt; zudem ist er vom unternehmungslustigen, kreativen Menschen zu einem „Ehemann“ geworden, der mehr Zeit vor dem Fernseher und mit seinen Autos als mit ihr verbringt. Es kommt zum Streit und Jette packt ihren Koffer und geht. Ihr erster Weg führt sie zu ihrer Freundin und Arbeitskollegin Conny, mit der sie vor dem Einzug bei Johannes in einer WG gewohnt hat. Sie würde bleiben, doch ist gerade Connys erster Freund Geerd auf Jahresurlaub da und so befürchtet sie zu stören. Sie zieht bei ihrem Bruder Robert ein. Der ist mit seiner Frau Christa bereits acht Jahre verheiratet, beide haben einen Sohn.
Neben der Arbeit als Hostess im Berliner Fernsehturm versucht Jette, ihr Leben in den Griff zu bekommen. Als sie ihre letzten Habseligkeiten aus Johannes’ Wohnung holen will, kommt es zu einem heftigen Streit, bei dem Jette ihrem Ex-Freund vorwirft, sich auf der Arbeit von seinen Kunden, die seltene Ersatzteile für ihre Wagen brauchen, schmieren zu lassen. Er wiederum wirft ihr vor, nicht kochen zu können – beide trennen sich im Zorn.
Zurück bei Robert wird gerade der achte Hochzeitstag gefeiert. Robert bringt Peter mit nach Hause, der vor Jahren der erste Freund Jettes war. Zu viert gehen sie in eine Bar, wo Christa bemerkt, dass der Kellner Robert zu kennen scheint. Es wird deutlich, dass Robert regelmäßig mit seinen heimlichen Liebschaften in dieser Bar verkehrt. Entsetzt verlässt Jette mit Peter die Bar.
Am nächsten Tag auf Arbeit weist sie Connys Freund Geerd ab, der für sie schwärmt. Sie will keinen Ersatz für Johannes und auch ihre junge Freundin nicht hintergehen. Die wiederum macht sich mit unkonventionellen Aktionen und ihrer rebellischen Art am Arbeitsplatz zunehmend Feinde, so verziert sie die von allen unbeachtete Wandzeitung, die sie regelmäßig gestaltet, mit der Darstellung eines nackten Hinterteils und der Zeile „Die Wahrheit ist konkret“. Eine Aussprache bringt kein Resultat. Kurze Zeit später macht Geerd mit Conny Schluss und auch Jettes Zureden ändert seine Meinung nicht. Im Gegensatz zu ihr und Johannes, so Geerd, habe in seiner Beziehung zu Conny keine gegenseitige Liebe bestanden. Johannes jedoch, so muss Jette bei einem spontanen, aus plötzlicher Sehnsucht entstandenen Besuch feststellen, hat inzwischen in seiner Arbeitskollegin Milena scheinbar einen Ersatz für sie gefunden. Johannes jedoch erkennt schnell, dass Milena ihn nie so gut verstehen wird wie Jette. Zurück bei Robert sieht Jette, dass diese Ehe auch Krisen überwinden kann: Nach Roberts Affärenaufdeckung gab es zwischen dem Ehepaar eine Aussprache und der Haussegen hängt wieder gerade. Jette wird weinerlich, zumal jeder ihr sagt, dass sie und Johannes ein ideales Paar gewesen seien.
Jette geht mit Peter zu einem Konzert von Nina Hagen. Anschließend verbringt sie die Nacht mit ihm, doch auch er kann ihr am nächsten Morgen nicht „Ich liebe dich“ sagen. Sie verlässt ihn und geht zu Conny, die jedoch in der Zwischenzeit ausgezogen ist. Jette packt endgültig ihre Sachen und kehrt zu Johannes zurück. Der ist auf Arbeit und sie nutzt die Zeit vor seiner Rückkehr, um die nun gemeinsame Wohnung komplett umzuräumen.

## Produktion
Hostess war die zweite und letzte Spielfilm-Regie von Rolf Römer, der im Film auch als Darsteller zu sehen war. Der Film erlebte am 12. Februar 1976 im Berliner „Kosmos“ seine Premiere. Während der Film beim Publikum erfolgreich war, fiel er bei der Kritik durch.
Im Film sind Kompositionen von Franz Bartzsch, Rainer Böhm, Günther Fischer, der Stern-Combo Meißen und von Wolfgang Amadeus Mozart zu hören. Einzelne Titel werden von Veronika Fischer, Nina Hagen und Christiane Ufholz gesungen. Eingespielt wurden die Titel von der Stern-Combo Meißen, Veronika Fischer & Band sowie dem Günther Fischer-Quintett. Titel waren unter anderem:
- Veronika Fischer & Stern-Combo Meißen: Tage gibt es
- Veronika Fischer: Guten Tag
- Veronika Fischer & Band: Halt an
- Nina Hagen & Stern-Combo Meißen: Zieh die Schuhe aus

Teile der Aufnahmen wurden in einer Wohnung und dem dazugehörigen Balkon am Spreeufer gegenüber der Fischerinsel in der Wallstraße 85 in Berlin-Mitte gedreht.

## Kritik
Renate Holland-Moritz kritisierte am Film die „vordergründige, hohle Geschichte“: „Am besten gefielen mir Angela Brunner und Manfred Karge als Spießbürgerehepaar. Die beiden machten aus ihren Klischee-Rollen das einzig Mögliche, nämlich eine perfekte Parodie.“ Andere Kritiker bemängelten, dass der Film eher „den Eindruck einer Produktion für die Ostberliner Touristenwerbung mit Annekathrin Bürger als perfekt dreisprachiger Stadtführerin [mache]“.
Der film-dienst bezeichnete Hostess als „thematisch interessante[n] Gegenwartsfilm über Probleme in den Partnerschaftsbeziehungen. Einige offen erotische Szenen sorgten in der DDR für beträchtlichen Publikumszuspruch. Insgesamt ist die Inszenierung jedoch zu gefällig und uneinheitlich.“